# Hồ Neusiedler

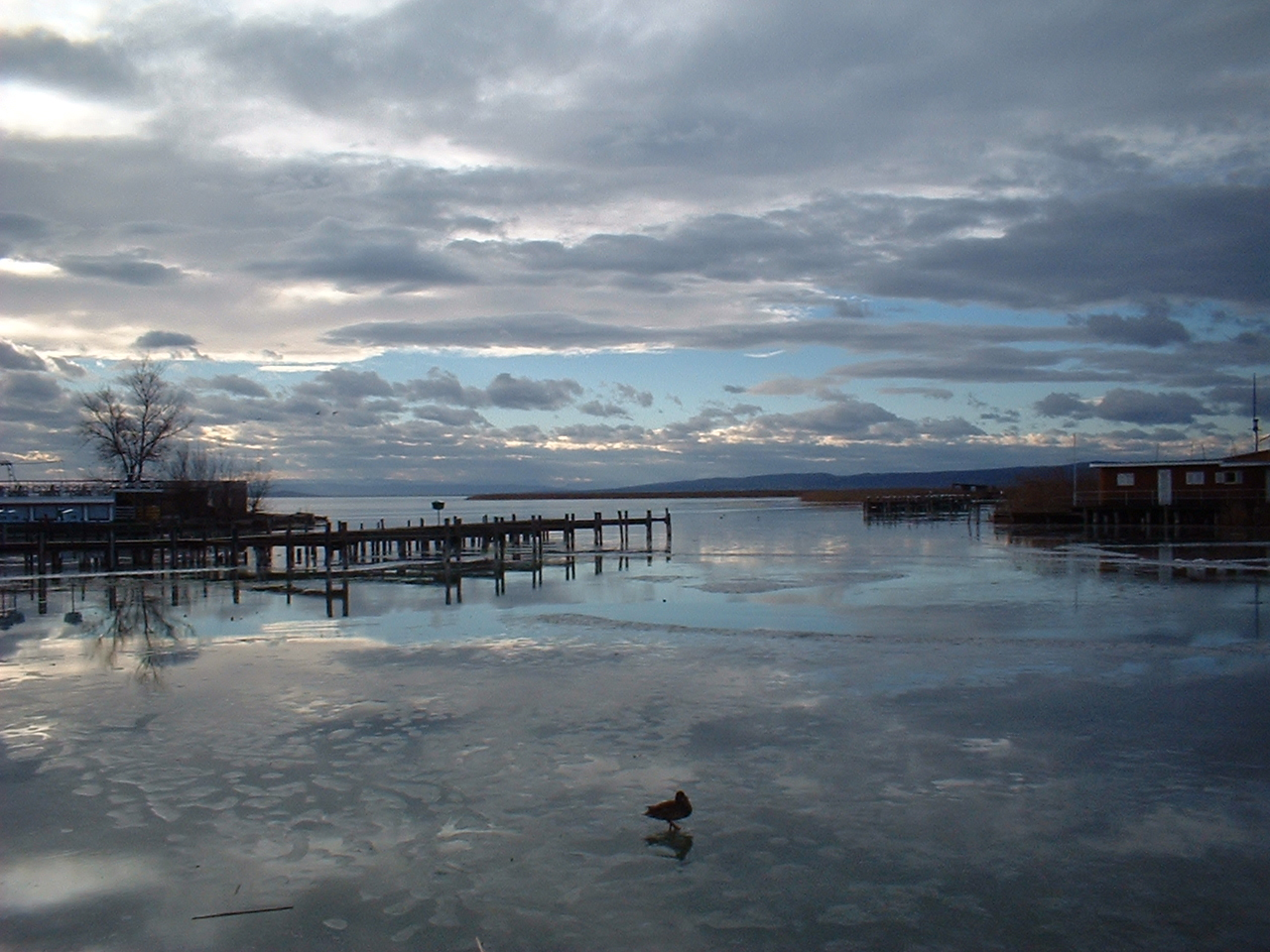
Hồ Neusiedl

Hồ Neusiedl (tiếng Đức: Neusiedler See) hoặc Fertő (tiếng Hungary: Fertő tó; tiếng Croatia: Nežidersko jezero, Niuzaljsko jezero; tiếng Slovene: Nežidersko jezero; tiếng Slovak: Neziderské jazero) là hồ lòng chảo nội lục lớn nhất Trung Âu, nằm trên biên giới Áo và Hungary. Hồ có diện tích 315 km2 (122 dặm vuông Anh), trong đó 240 km2 (93 dặm vuông Anh) thuộc lãnh thổ Áo và 75 km2 (29 dặm vuông Anh) thuộc phía Hungary. Diện tích lưu vực của hồ khoảng 1.120 km2 (430 dặm vuông Anh). Hồ có chiều dài 36 km (22 mi) theo hướng Bắc-Nam, và rộng từ 6 km (3+1⁄2 mi) tới 12 km (7+1⁄2 mi) theo hướng Đông-Tây. Hồ nằm ở độ cao trung bình 115,45 m (378,8 ft) trên mực nước biển Adriatic và có độ sâu không quá 1,8 m (5 ft 11 in).

## Mực nước và sự thay đổi thất thường
Trong quá khứ, lượng nước mưa và độ khô cằn đã gây ra các trận lũ lụt đáng kể (trong đó năm 1768, hồ đã lan rộng ra tới mức tối đa là 515 km²), đồng thời cũng có lúc khiến mực nước hồ giảm nhiều, mặc dù dường như không có liên quan gì tới tình trạng thời tiết.
Việc nghiên cứu địa tầng cho biết lòng hồ ít nhất đã khô cạn hàng 100 lần, từ khi hồ được hình thành (18.000 - 14.000 năm trước Công nguyên). Trong lịch sử gần đây hồ đã hoàn toàn biến mất nhiều lần, ví dụ trong các năm 1740, 1742, 1811, 1813, và gần đây nhất năm 1866, khi sổ nhật ký của 1 người địa phương, Gottlieb Wenzel, ghi rằng ông ta đã đi qua lòng hồ ngày 4 tháng 6 (năm 1866) mà giày ống không bị vấy bẩn. Một phần lòng hồ đã được dùng để canh tác lúa mì và cải củ. Tuy nhiên, năm 1871 nước hồ đã trở lại và năm 1876 hồ đã đạt tới mức diện tích như xưa. Việc hồ biến mất (ngắn hạn và từng phần) lần cuối xảy ra trong mùa hè năm 1949, khi phần phía bắc của lòng hồ bị khô cạn trong vài tuần lễ. Hai lần trong các năm 1318 và 1324, hồ đã được coi như 1 dòng sông vì nước chỉ còn dồn lại thành dòng chảy ở giữa lòng hồ từ bắc xuống nam.
Ngày nay, mực nước trong hồ được điều chỉnh bởi 1 cửa điều chỉnh nước (sluice) trên lãnh thổ Hungary gần Fertőújlak, và các vấn đề khó khăn song phương được bàn bạc giải quyết tại Ủy ban Áo-Hung phụ trách về nước, được thành lập năm 1956. Năm 1965, chỉ trong 1 tháng, hồ có thêm 100 triệu m³ nước, khiến mực nước tăng 35 cm. Mực nước đã lại giảm mức tương tự (30 cm) trong vòng 1 năm, do trận hạn hán năm 2003.
Trước khi thiết lập hệ thống Cửa điều chỉnh nước vào thế kỷ 19, hồ lan rộng ra về phía đông nam tới vùng đầm lầy Hanság (tiếng Đức: Waasen), sau đó nước rút đi dần dần và vùng đất đó trở thành đất nông nghiệp từ thế kỷ 16.

## Thiên nhiên
Phần lớn hồ có nhiều cây sậy. Chất nước trong hồ có độ mặn cao và bùn, bốc lên các cặn. Trong các tháng mùa hè, thường xảy ra hỏa hoạn ở chung quanh hồ vì các cây sậy bị khô, dễ bắt lửa, và đám cháy lan nhanh vì gió.
Năm 1993 Vườn quốc gia Neusiedler See-Seewinkel được quốc tế công nhận như khu vực được bảo tồn loại II. Năm 2001 các vườn quốc gia Neusiedler See-Seewinkel ở Áo và Vườn quốc gia Fertő-Hanság ở Hungary đều được UNESCO công nhận là Di sản thế giới (xem Paysage culturel de Fertö / Neusiedlersee trên trang Web của UNESCO). Hồ Neusiedler và khu vực chung quanh bên phía Áo cũng được Công ước Ramsar bảo hộ.

## Các thành phố & làng quanh hồ
Các dấu vết còn lại cho thấy nơi đây đã có người cư ngụ từ thời đại đồ đá sớm. Từ thế kỷ 7 trước Công nguyên, khu vực này khá đông dân cư, ban đầu là những người thuộc nền văn hóa Hallstatt và tồn tại qua các thời đế quốc La Mã. Năm 454 Theodoric the Great, vị vua xuất sắc của người Ostrogoths, sinh tại đây. Gần Fertőrákos có 2 biệt thự La Mã và đền thờ thần Mithras từ thế kỷ thứ 3 được mở cho du khách tham quan.

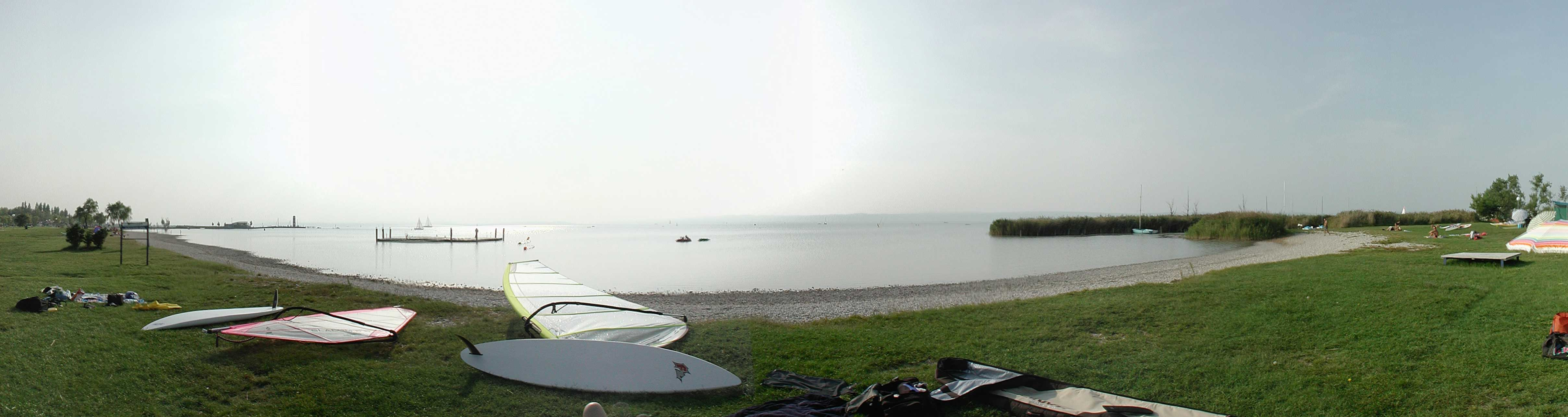
Cảnh hồ về mùa hè, nhìn từ Podersdorf

Các thành phố và làng mạc quanh hồ là Illmitz (Illmic), Podersdorf am See (Pátfalu), Weiden (Védeny), Neusiedl am See (Nezsider), Jois (Nyulas), Winden (Sásony), Breitenbrunn (Fertőszéleskút), Purbach am Neusiedlersee (Feketeváros), Donnerskirchen (Fertőfehéregyháza), Oggau (Oka), Rust (Ruszt), Mörbisch (Fertőmeggyes) ở Áo, và Fertőrákos, Fertőboz, Fertőd, Balf, Fertőújlak ở Hungary, với các thị xã Illmitz, Apetlon và Podersdorf am See tạo thành cái gọi là Seewinkel (góc hồ), nằm ở khu giữa hồ và biên giới Hungary.

## Du lịch
Vùng Hồ Neusiedl hấp dẫn khá nhiều du khách. Hồ được coi như "Biển của người thành phố Viên", vì là nơi du khách có thể chạy thuyền buồm và lướt ván buồm. Cũng có những dân đánh bắt cá chuyên nghiệp.